# 살다가
《살다가》는 SG 워너비의 2집 앨범으로 2005년 3월 23일 발매했다. 2005년에 나온 음반으로는 가장 많은 판매량을 기록했으며 또한 SG 워너비가 발매한 앨범 중 가장 많은 판매량을 차지한 앨범이기도 하다. 2005년 SG워너비에게 첫 골든디스크 대상을 안겨준 앨범이다.

## 뮤직비디오
SG워너비 2집의 죄와 벌과 살다가의 뮤직비디오에는 당시 신예였던 하석진, 서준영 그리고 최고의 여스타 한은정이 출연하여 열연을 펼쳤다.

## 대표곡

### 죄와벌
- 타이틀곡으로 SG워너비식의 미디엄템포곡의 완성형이라고 봐도 무방하다. 2005년 당시 최고의 인기를 누린곡이다.

### 살다가
- 죄와벌과 함께 더블 타이틀로 발탁된 곡으로, SG워너비 사상 최고의 히트곡이다.
- 원래는 바이브의 곡이였다는[1] 일화도 널리 알려져 있다.

### 광(狂)
- 죄와벌과 살다가 이후에 이은 후속곡으로 곡자체에 대한 팬들의 많은 사랑도 있었지만 리믹스 버전의 뮤직비디오에서 한은정과 황정음이 출연하여 다른이들에게 더 많은 관심을 갖게 된 곡이다.

### Thank you
팬들을 위한 헌정곡으로 채동하의 미성이 돋보이는 곡이다.

## 트랙리스트
1. 죄(罪)와벌(罰)
2. 이별의 계절
3. 광(狂)
4. 가
5. 그래도
6. 살다가
7. 24 Hours
8. Thank You
9. 입술만 깨물고 있죠
10. Tenderness
11. 내 하루를
12. 보관함
13. 하루
14. BIGBANG THEORY

'그래도'와 '보관함'은 멤버 김진호가 직접 작사한 곡이다.
1. ↑  강희정 (2016년 8월 19일). “‘불후’ 윤민수 “SG워너비 ‘살다가’, 원래 바이브 곡””. 뉴스1. 2020년 9월 29일에 확인함.